# مدرسة طب برايتون وسوسيكس
مدرسة طب برايتون وسوسيكس (بالإنجليزية: Brighton and Sussex Medical School)‏ هي إحدى المدارس لتعليم الطب في المملكة المتحدة. مركز هذه المدرسة الطبية هو جامعة برايتون وجامعة سوسيكس. تم تأسيس هذه المدرسة رسمياً في 2002.